# The Sabaudian Tape
The Sabaudian Tape è il primo EP del cantautore italiano Calcutta, pubblicato il 5 agosto 2013 sulla netlabel Selvaelettrica.
È stato registrato con il sistema analogico “rikardofogliator” nella pineta di Sabaudia fra il 2012 e il 2013, durante e dopo le session preparatorie per l’album Forse....
Prodotto, scritto e registrato da Calcutta e Trapcoustic (Stefano Di Trapani), è ispirato principalmente a Magical Mystery Tour dei Beatles e Assolo di Claudio Baglioni, ascolti assidui nel periodo della realizzazione del disco.
È possibile acquistarlo in digitale su Bandcamp ed è stato pubblicato anche in audiocassetta in edizione limitata di 50 copie.

## Tracce
Testi e musiche di Calcutta (tracce 2, 4, 5, 6, 7, 8, 11), Calcutta e Trapcoustic (tracce 1, 3, 10), Le Rose (traccia 9).
1. Giannantono
2. Il tempo che resta
3. Hermada
4. Fari
5. La luna a Quarto
6. Bar tucano
7. Se dici che...
8. Carezza
9. Entusiasmo (Le Rose cover)
10. Un amore a metà
11. Mi piace andare al mare

## Formazione
- Calcutta: voce, chitarra, flauto dolce
- Trapcoustic: clavinova, background voci, simulatore di omnichord

Arrangiamenti di Calcutta e Trapcoustic.
Prodotto da Calcutta e Trapcoustic per gentile concessione della Geograph Issues.